# Kim Il-sung
Kim Il-Sung (en chosŏn'gŭl, 김일성; en hancha, 金日成; pronunciado [kim ils͈ʌŋ]; Mangyongdae, Pionyang, Corea japonesa; 15 de abril de 1912-Pionyang, Corea del Norte; 8 de julio de 1994) fue un político, militar y presidente norcoreano, creador de la ideología juche y líder supremo de la República Popular Democrática de Corea desde su creación en 1948 hasta su muerte en 1994, momento en el que la Asamblea Suprema del Pueblo eligió a su hijo Kim Jong-il para sucederle en ese cargo.
Bajo su liderazgo, Corea del Norte se estableció como un estado socialista con una economía planificada centralmente. Tenía estrechas relaciones políticas y económicas con la Unión Soviética. A fines de la década de 1950 y durante las décadas de 1960 y 1970s, Corea del Norte disfrutó de un nivel de vida más alto que el Sur, que sufría caos político y crisis económicas. La situación cambió en la década de 1980, cuando una Corea del Sur recientemente estable se convirtió en una potencia económica impulsada por la inversión japonesa y estadounidense, la ayuda militar y el desarrollo económico interno, mientras que Corea del Norte se estancó y luego disminuyó durante el mismo período.

Surgieron diferencias entre Corea del Norte y la Unión Soviética, la principal de ellas fue la filosofía del Juche de Kim Il-sung, que se centraba en el nacionalismo coreano, la autosuficiencia, el patriotismo socialista, el marxismo-leninismo y el socialismo. A pesar de ello, el país recibió fondos, subvenciones y ayudas de la URSS y del Bloque del Este hasta la disolución de la URSS en 1991. La pérdida resultante de la ayuda económica afectó negativamente a la economía del Norte, lo que contribuyó a la hambruna generalizada en 1994. Durante este período, Corea del Norte también siguió criticando la presencia de las fuerzas de defensa de los Estados Unidos en la región, que consideraba imperialista, y se apoderó de un barco estadounidense en 1968, que formaba parte de una campaña de infiltración y subversión para reunificar la península bajo el dominio de Corea del Norte. Kim fue fiel aliado de Iósif Stalin, por cuatro décadas, y a Mao Zedong, por casi dos décadas, y permaneció en el poder durante los mandatos de seis presidentes de Corea del Sur y diez presidentes de Estados Unidos. Conocido como el Gran Líder (Suryong), estableció un culto a la personalidad que domina la política interna en Corea del Norte.
Tuvo los cargos de primer ministro desde 1948 hasta 1972, y presidente en adelante. Asimismo, era secretario general del Partido del Trabajo de Corea y fue elegido «presidente eterno de la República». El aparato propagandístico del Estado llevó a que los ciudadanos le llamaran «Gran Líder». La fecha de su nacimiento y muerte son conmemoraciones nacionales en Corea del Norte.

## Biografía

### Inicios de su carrera política

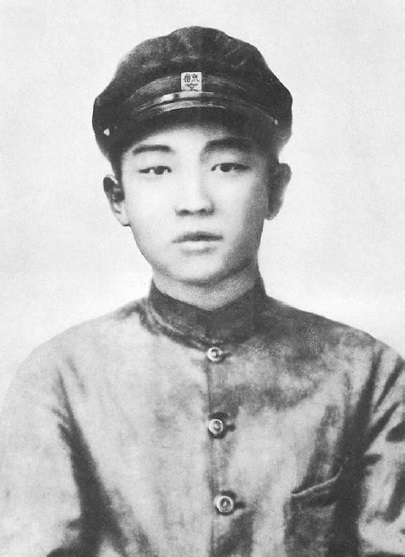
Kim Il-sung en Jilin, 1927.

Su nombre de nacimiento era Kim Sŏng-ju (김성주 coreano) y, aunque no está confirmado, se afirma que nació en Mangyongdae, cerca de Pionyang,[cita requerida] en una Corea que en aquel entonces estaba bajo ocupación japonesa. La familia de Kim estaba resueltamente opuesta a los ocupantes japoneses, por lo que en 1920 tuvieron que huir a China. Kim fue enviado a un colegio en Jilin, pero su educación oficial finalizó cuando fue arrestado y encarcelado por "actividades subversivas". Formó parte de guerrillas antijaponesas en el norte de China, y llegó a militar en una guerrilla liderada por el Partido Comunista de China, partido al que se unió en 1931.
En mayo de 1929, se unió a la Asociación Juvenil Comunista de Corea y participó en actividades comunistas, pero esta organización fue capturada por la policía japonesa y fue expulsado de la escuela secundaria Yuwon.

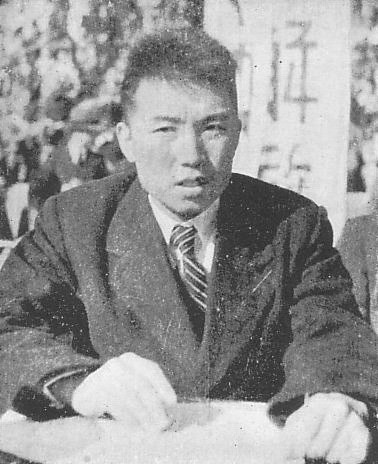
Kim Il-sung en 1946.

Kim luchó en su unidad desde 1935 y fue ascendiendo hasta llegar a comandante en 1941, cuando los japoneses empujaron las guerrillas al norte de China. Durante este período adoptó el nombre de Kim Il-sung, que había sido el de otro luchador antijaponés muerto en combate. Escapó a la Unión Soviética y fue enviado a un campo de entrenamiento cerca de Jabárovsk, donde las guerrillas comunistas coreanas colaboraban con las fuerzas soviéticas. Kim pasó a ser capitán del 1.er Batallón coreano de la 88.ª Brigada Independiente de Fusileros integrada en Ejército Rojo.
Cuando volvió a Corea en septiembre de 1945 (después del fin de la Segunda Guerra Mundial y la rendición incondicional de Japón con la consiguiente retirada de las tropas japonesas de la Península Coreana) junto con las fuerzas soviéticas, quedó el sector norte bajo su control, después de haber sido elegido —con la ayuda de la Unión Soviética— jefe del comité popular provisional, aunque en ese momento no era líder de los comunistas coreanos, cuyos cuadros se encontraban en Seúl, en la zona ocupada en el sur por Estados Unidos.

### Líder de Corea del Norte (1948-1994)

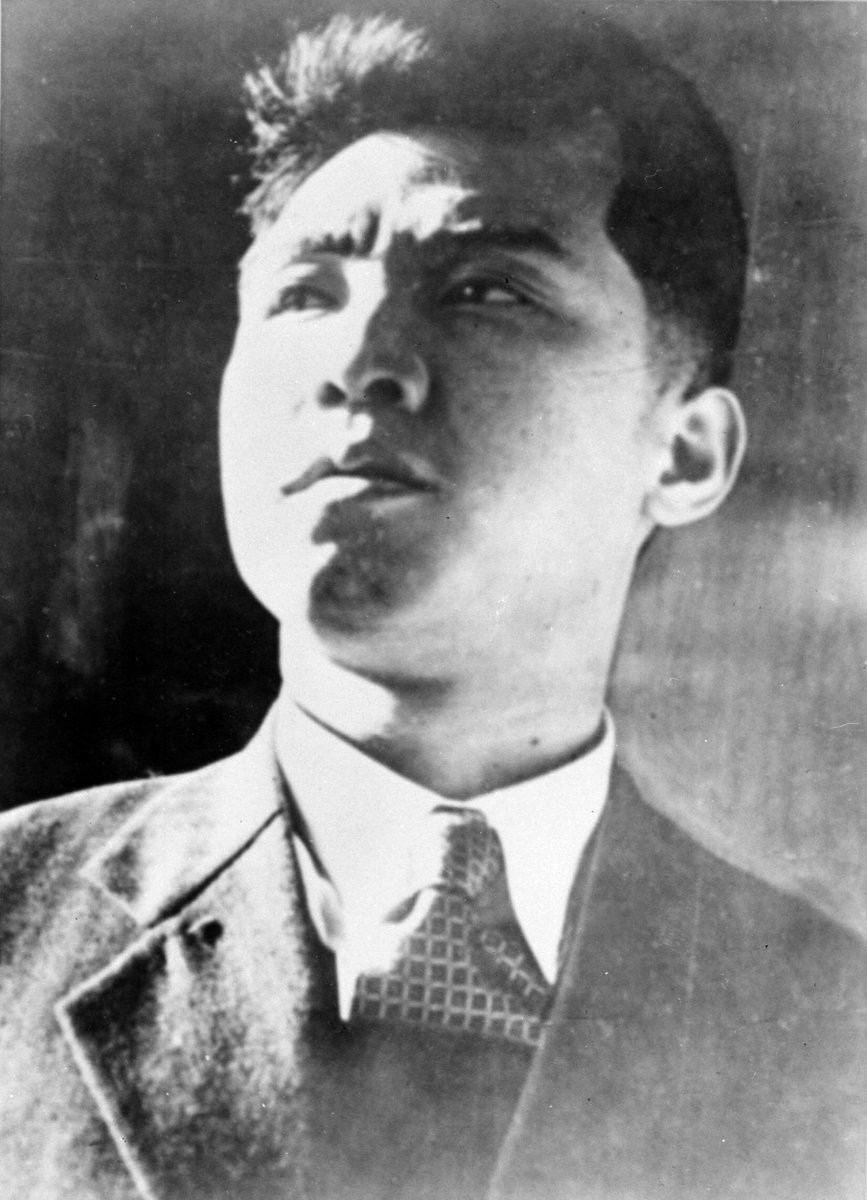
Retrato oficial de Kim en 1948.

En 1948, debido a una polarización política e ideológica entre ambos gobiernos coreanos, la reunificación del país no era posible. Kim pasó a ser primer ministro de la República Democrática Popular de Corea. El partido comunista surgió por la unión de distintos grupos. Tras la fusión de la organización con la contrapartida del Sur, se formó el Partido del Trabajo de Corea.
En febrero de 1946, Kim Il-sung decidió introducir una serie de reformas. Se redistribuyó más del 50% de la tierra cultivable, se proclamó la jornada laboral de 8 horas y se nacionalizó toda la industria pesada.
El 25 de junio de 1950, Corea del Norte, apoyada por la Unión Soviética, lanzó un ataque con el objeto de anexionar Corea del Sur y de unificar el país bajo un gobierno único socialista. Tras esto, Estados Unidos y sus aliados apoyaron al régimen instaurado en el sur, produciéndose la llamada guerra de Corea, el primer conflicto bélico de las potencias ganadoras en la Segunda Guerra Mundial, Estados Unidos y la Unión Soviética, conocido con el nombre genérico de Guerra Fría.
El material de archivo apunta a que fue una decisión de Corea del Norte no dirigida desde Moscú. Las fuerzas norcoreanas tomaron Seúl y ocuparon la mayor parte del sur, pero tropas de las Naciones Unidas (encabezadas por Estados Unidos) recuperaron Seúl y posteriormente Pionyang, ante lo cual Kim y su gobierno huyeron a China.

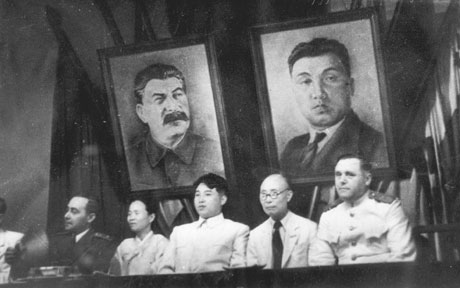
Kim Il-sung (centro) y Kim Tu-bong (segundo desde la derecha) en la reunión conjunta del Partido del Nuevo Pueblo y el Partido Comunista de Corea. Al fondo se pueden ver (de derecha a izquierda) los retratos de Kim y Iósif Stalin.

Entre 1946 y 1949, una serie de leyes apuntaron a la protección de los derechos de las mujeres, que disponen desde entonces de derechos idénticos a los de los hombres. Disponen desde entonces del derecho de votar, estudiar, reciben igual salario que los hombres y los mismos derechos sobre la herencia; los matrimonios forzados y la prostitución son prohibidos, mientras que el divorcio es legalizado.
En noviembre, fuerzas chinas entraron en la guerra e hicieron partir a las tropas de las Naciones Unidas, ocupando Pionyang y Seúl entre 1950 y 1951. Seúl volvió a ser controlado por las Naciones Unidas, y en 1953 el país quedó dividido definitivamente en dos partes.
Corea había sido devastada por la guerra. El gobierno norcoreano desarrolló planes económicos quinquenales (del mismo modo que en la Unión Soviética), centrados en el desarrollo de la industria pesada, el desarrollo militar y la colectivización de la agricultura.
Durante los años cincuenta, Kim era visto como un comunista ortodoxo, leal a los principios soviéticos. Pero durante el conflicto chino-soviético de los años sesenta, Kim maniobró para mantener cierta neutralidad, aunque finalmente criticó las posiciones maoístas de China. En ese momento desarrolló la ideología juche, de autoconfianza, que llevó a un mayor aislamiento del resto del mundo.

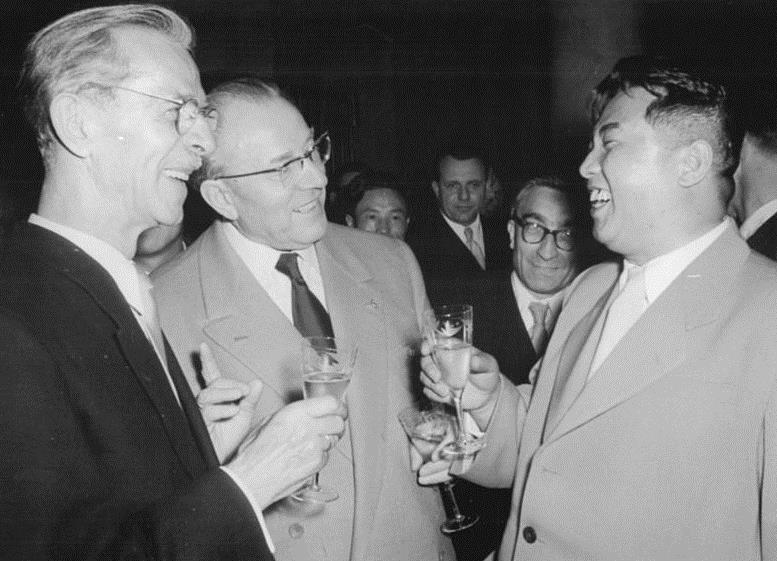
Kim Il-sung en una visita a Alemania oriental en 1956, conversando con el pintor Otto Nagel y el primer ministro Otto Grotewohl

El PNB por cápita en Corea del Norte casi se cuadruplicó entre 1953 y 1960 (de 55 a 208 dólares), mientras que quedó casi estancado en Corea del Sur (de 56 a 60 dólares). El historiador Bruce Cumings indica que: "Un informe interno de la CIA admitía los diferentes logros del régimen: los cuidados a los niños y particularmente a los huérfanos, el "cambio radical" del estatuto de la mujer, la atención médica gratuita y la medicina preventiva, las tasas de mortalidades infantil y una esperanza de vida comparable a los países más avanzados.

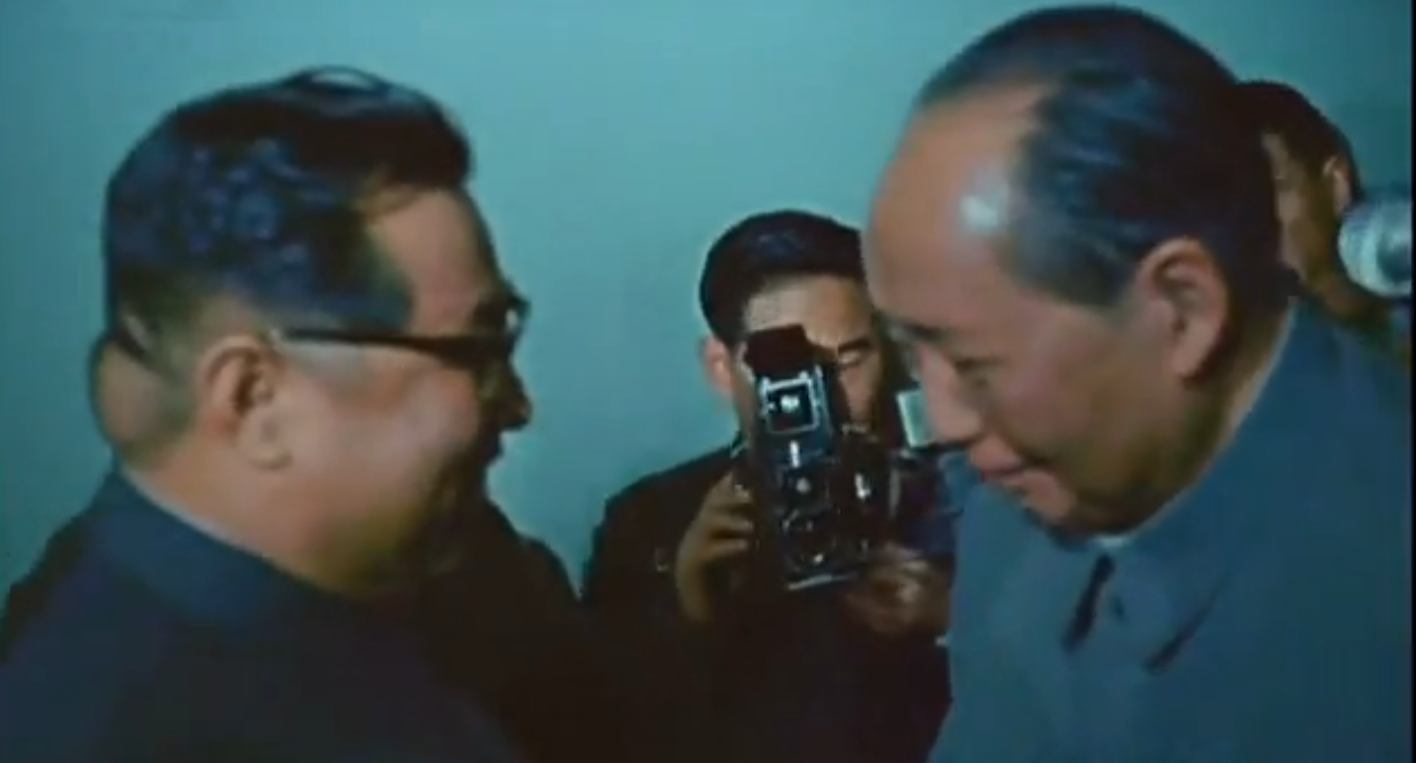
El depósito de calcio de Kim Il Sung es visible en la parte posterior de su cabeza durante una reunión en octubre de 1970 entre él y Mao Zedong.

Se proclamó una nueva constitución en diciembre de 1972, que creó una presidencia ejecutiva. Kim renunció a la presidencia y fue elegido presidente. El 14 de abril de 1975, Corea del Norte suspendió el uso más formal de sus unidades tradicionales y adoptó el sistema métrico. En 1980, decidió que su hijo Kim Jong-il lo sucedería, y cada vez más le delegó la dirección del gobierno. La familia Kim fue apoyada por el ejército, debido al historial revolucionario de Kim Il-sung y al apoyo del veterano ministro de defensa, O Chin-u. En el sexto congreso del partido, en octubre de 1980, Kim designó públicamente a su hijo como su sucesor. En 1986, corrió el rumor de que Kim había sido asesinado, lo que hizo que la preocupación por la capacidad de Jong-il de suceder a su padre fuera real. Kim disipó los rumores, sin embargo, haciendo una serie de apariciones públicas. Sin embargo, se ha argumentado que el incidente ayudó a establecer el orden de sucesión, el primer patrifilial en un estado comunista, que finalmente ocurriría con la muerte de Kim Il-Sung en 1994.
Alrededor de este tiempo, Corea del Norte encontró dificultades económicas cada vez mayores. Corea del Sur se convirtió en una potencia económica impulsada por la inversión japonesa y estadounidense, la ayuda militar y el desarrollo económico interno, mientras que Corea del Norte se estancó y luego disminuyó en la década de 1980. El efecto práctico del juche fue cortar el país de prácticamente todo el comercio exterior para hacerlo completamente autosuficiente. Las reformas económicas de Deng Xiaoping en China a partir de 1979 significaron que el comercio con la moribunda economía de Corea del Norte tenía un interés decreciente para China. Las revoluciones de 1989 en Europa del Este y la Unión Soviética, de 1989 a 1992, completó el aislamiento virtual de Corea del Norte. Estos eventos llevaron a crecientes dificultades económicas porque Kim se negó a emitir reformas económicas o políticas.

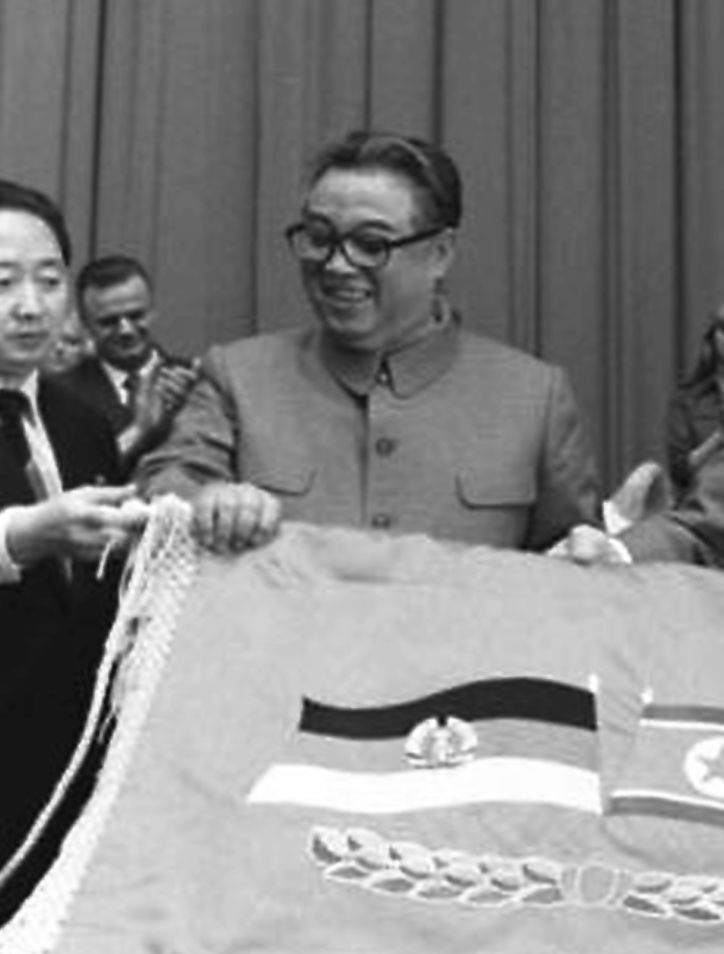
Kim Il-sung en una visita a Berlín, Alemania oriental en 1984.

A medida que envejecía, a partir de la década de 1970, Kim desarrolló un crecimiento de depósitos de calcio en el lado derecho de la nuca. Durante mucho tiempo se creyó que su proximidad a su cerebro y médula espinal lo hacía inoperable. Sin embargo, Juan Reynaldo Sánchez, un guardaespaldas desertor de Fidel Castro que conoció a Kim en 1986, escribió más tarde que fue la propia paranoia de Kim la que evitó que fuera operado. Debido al impacto visual poco atractivo, se exigió a los reporteros y fotógrafos norcoreanos que fotografiaran a Kim mientras permanecían ligeramente a su izquierda para ocultar el crecimiento de las fotografías oficiales y los noticiarios. Ocultar el crecimiento se hizo cada vez más difícil a medida que el crecimiento alcanzó el tamaño de una pelota de béisbol a fines de la década de 1980.
En este momento Corea del Norte se encontraba con grandes problemas económicos. Los efectos prácticos del juche llevaron a eliminar prácticamente el comercio exterior, y las relaciones económicas con China se redujeron tras las reformas lideradas por Deng Xiaoping. El fin del bloque soviético aumentó los problemas de Corea del Norte.
Kim Il-sung se casó dos veces. Su primera mujer, Kim Jong-suk, dio a luz dos hijos (entre ellos Kim Jong-il, el otro murió en un accidente nadando) y una hija; Kim Jong-suk murió dando a luz. Kim se casó posteriormente con Kim Song-ae y se piensa que tuvieron cuatro hijos juntos. Uno de ellos, Kim Pyong-il, gozaba de presencia política hasta que fue alejado y virtualmente expulsado luego de ser nombrado embajador en Hungría.

### Últimos años y muerte

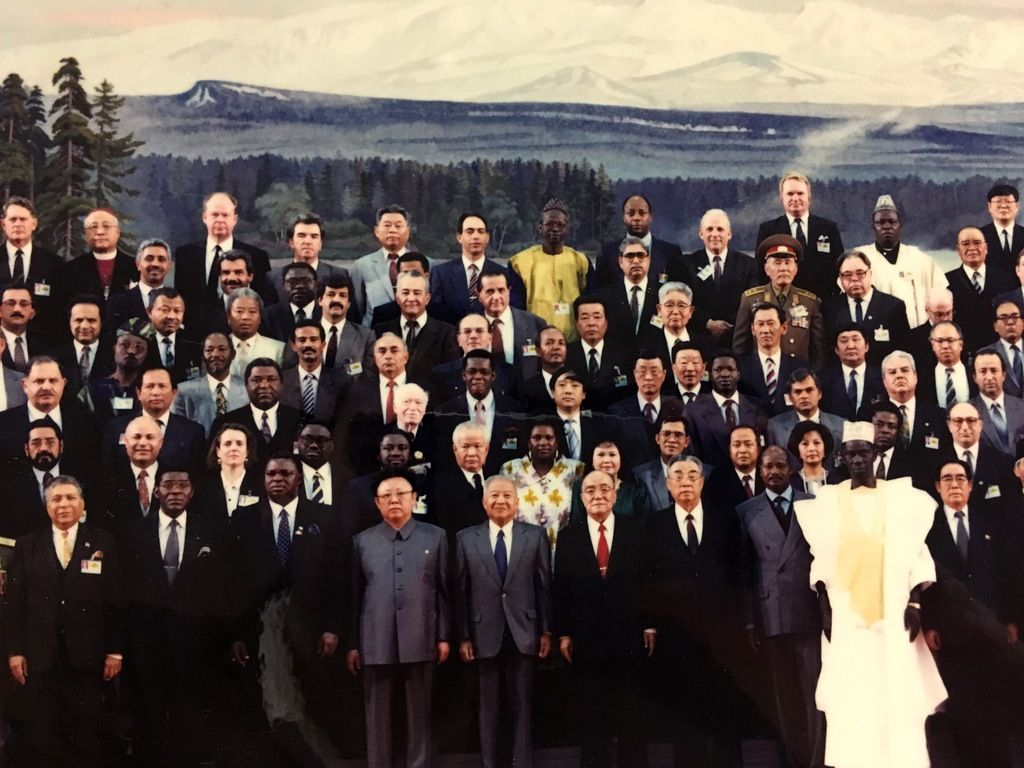
Ceremonia del 80 cumpleaños de Kim Il-sung con invitados internacionales, abril de 1992.

A comienzos de los años 1990, Corea del Norte quedó aislada del mundo exterior a causa de la caída del bloque soviético, manteniendo la excepción de un comercio limitado y los contactos con China, Rusia, Vietnam y Cuba. Su economía se paralizó por enormes gastos en armamentos, y el sector agrícola era incapaz de alimentar a la población. Al mismo tiempo, los medios de comunicación estatales continuaron alabando el nombre de Kim.
El 8 de julio de 1994, a los 82 años, Kim Il-sung se desmayó por un repentino ataque al corazón. Después, su hijo Kim Jong-il ordenó al equipo de médicos que estaban constantemente al lado de su padre que se marchara [cita requerida] para que fuera atendido por los doctores de Pionyang. Después de varias horas, y a pesar del esfuerzo médico por salvarlo, finalmente falleció. Tras un período de luto confuciano tradicional, su muerte se anunció treinta horas más tarde.
La muerte de Kim Il-sung dio lugar a un período de luto de diez días, declarado por Kim Jong-il. Su funeral en Pionyang contó con la presencia de cientos de miles de personas de todas partes del país. El cuerpo de Kim Il-sung fue expuesto en público en el mausoleo del Palacio Memorial de Kumsusan, donde su cuerpo embalsamado y conservado se encuentra actualmente bajo un ataúd de cristal para fines de visualización. La cabeza descansa sobre una almohada, estilo coreano, y está cubierto por la bandera del Partido del Trabajo de Corea. El vídeo del noticiero sobre su funeral en Pionyang actualmente se encuentra en varias redes de internet.
En su honor se creó la flor kimilsungia.

### Culto a la personalidad

Retrato póstumo y oficial de Kim Il-sung, visto a menudo en lugares públicos

En la Colina Mansu de la capital norcoreana Pionyang se ha erigido el "Gran Monumento Kim Il-sung" en honor al denominado "Gran Líder", cuya estatua está rodeada por más de 200 esculturas que representan a personas luchando contra la ocupación japonesa. Otras referencias en honor a Kim son la Universidad Kim Il-sung, el Estadio Kim Il-sung, el Puente Kim Il-sung y la estatua del inmortal Kim Il-sung. También es tradicional que los recién casados de Corea del Norte, inmediatamente después de la boda, vayan a la estatua más cercana de Kim Il-sung para ofrendar flores a sus pies.

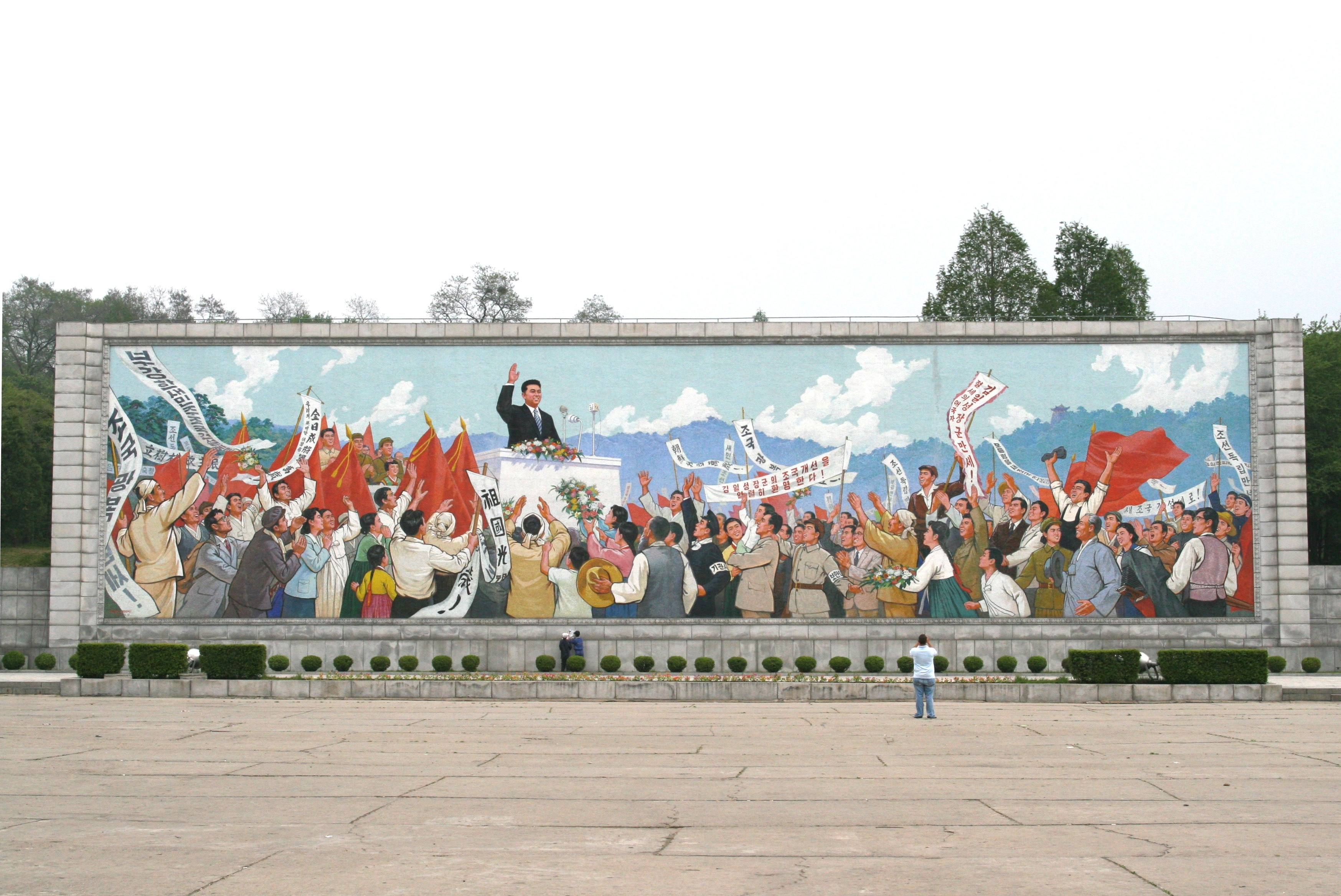
Mural de Kim Il-sung pronunciando un discurso en Pionyang

La imagen de Kim Il-sung es frecuente en lugares cotidianos, como el transporte público, el Metro de Pionyang, escuelas, aeropuertos, hospitales, hasta en los hogares. También está en el paso fronterizo entre China y Corea del Norte. Su retrato aparece en los billetes del won norcoreano y estampillas. Miles de regalos a Kim Il-sung de personalidades extranjeras se conservan en el Centro Internacional de la Amistad.

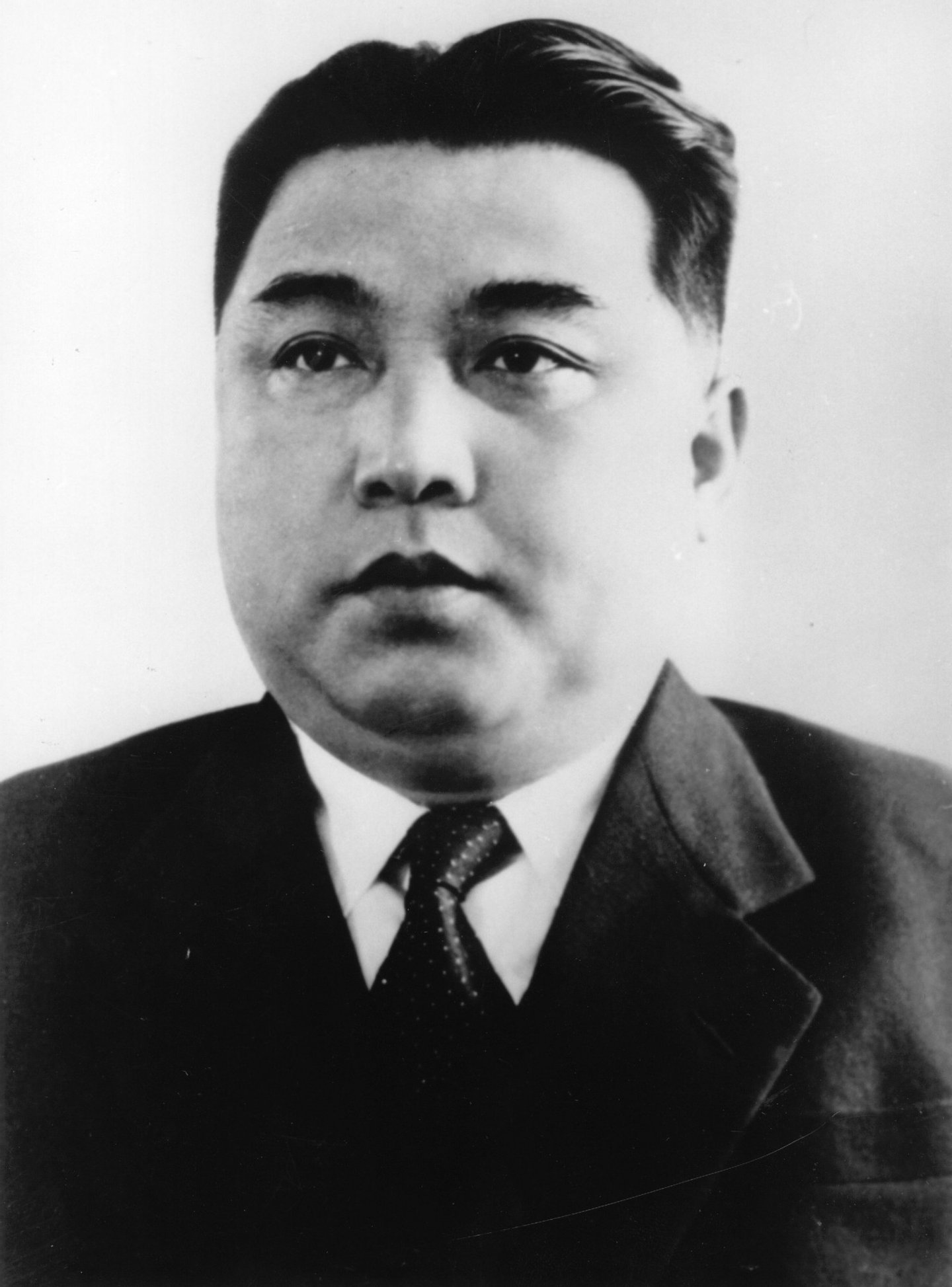
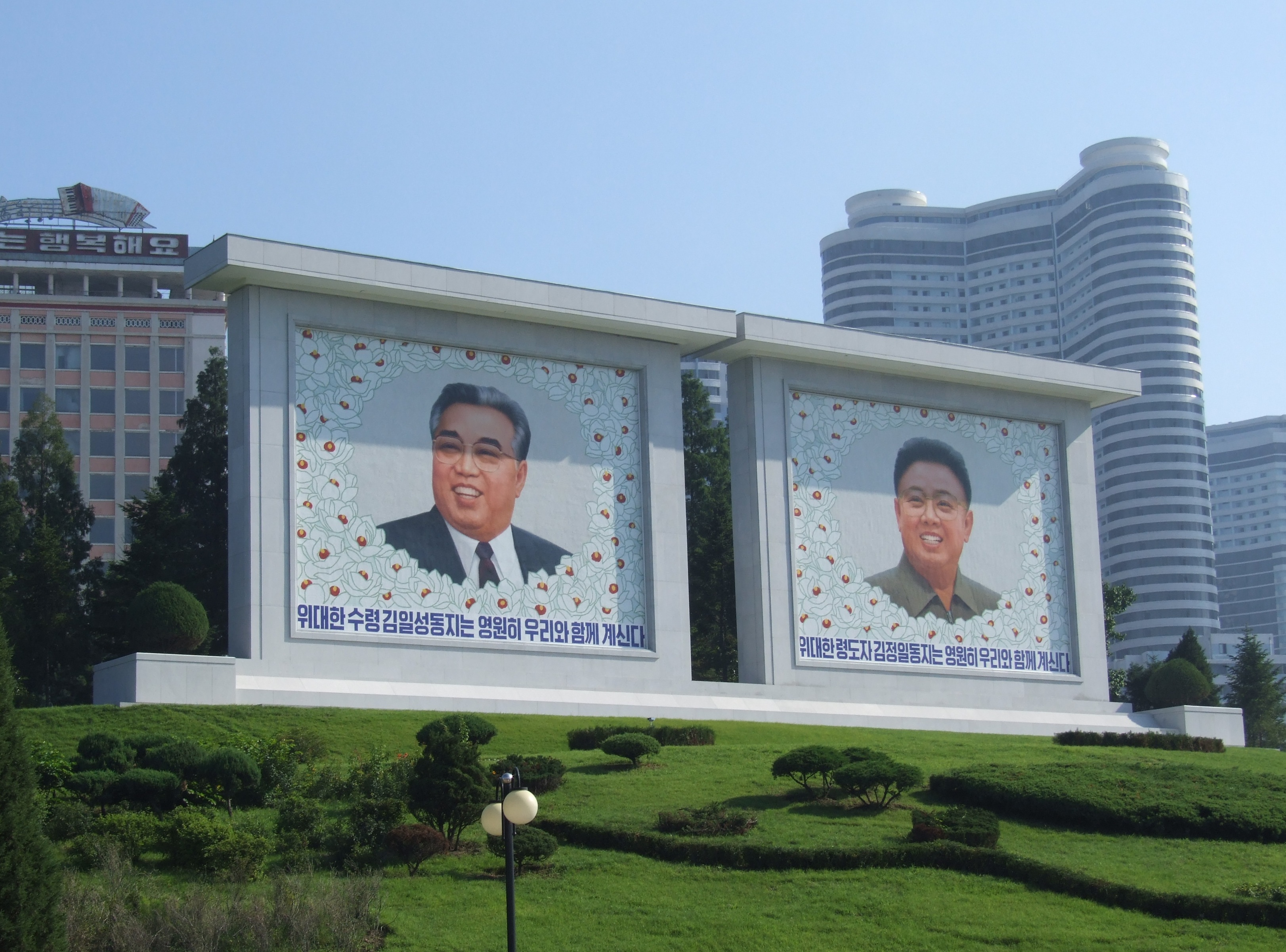
Muro de Kim Il-sung y Kim Jong-il
Estatua de Kim Il-sung en Mansudae
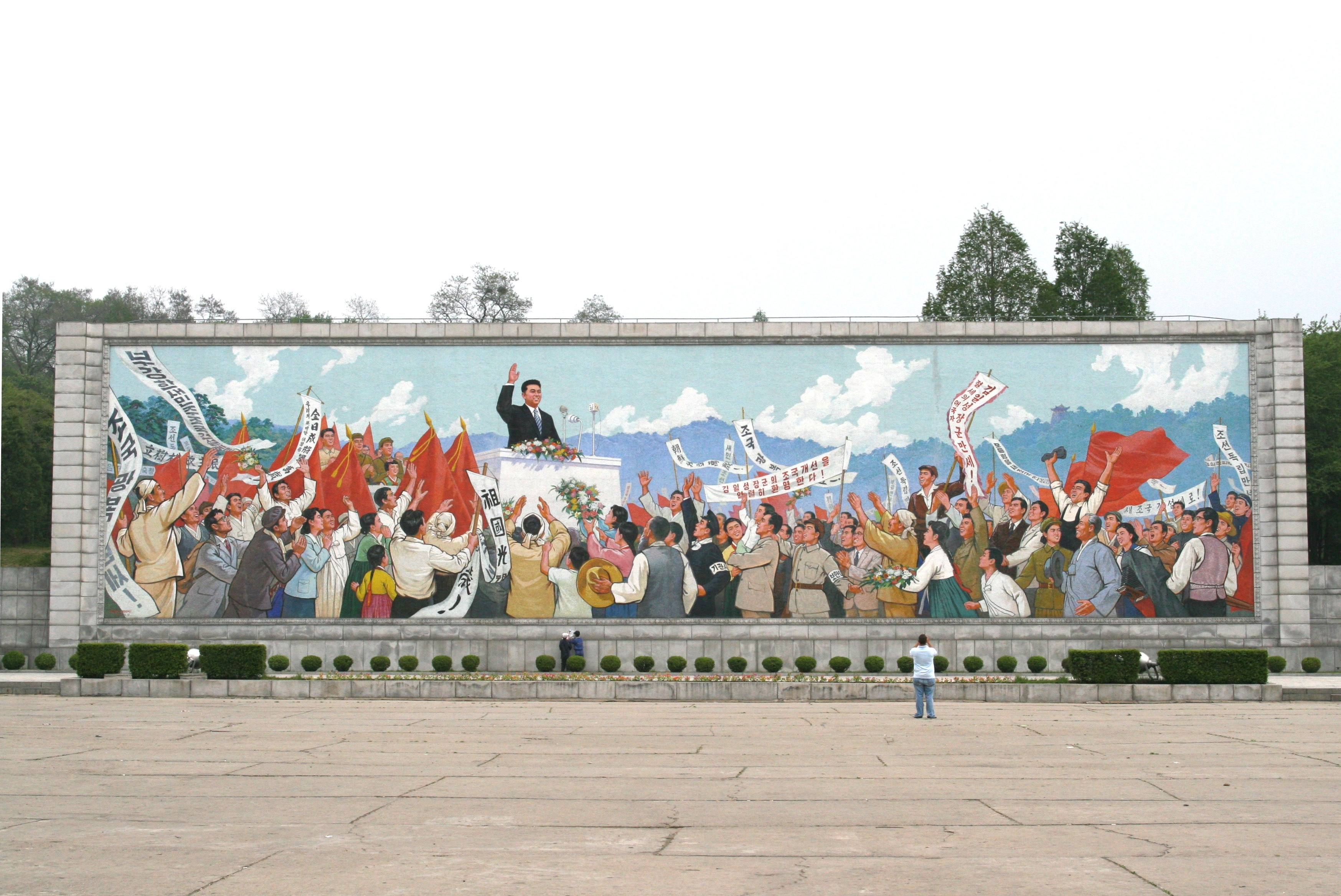
Un mural de Kim Il-sung en Pionyang

## Ascendencia
|                |                |                |                |                |                |              |              |              |              |              |              |              |              |              |              |              |              |             |             |               |               |               |               |               |               |              |              |              |              |              |              |              |              | Kim Bo-hyon   |               |               |               |               |               |               |               |               |               |               |               |              |              |                 |                 |                 |                 |                 |                 |             |             |              |              |              |              |              |              |
|                |                |                |                |                |                |              |              |              |              |              |              |              |              |              |              |              |              |             |             |               |               |               |               |               |               |              |              |              |              |              |              |              |              |               |               |               |               |               |               |               |               |               |               |               |               |              |              |                 |                 |                 |                 |                 |                 |             |             |              |              |              |              |              |              |
|                |                |                |                |                |                |              |              |              |              |              |              |              |              |              |              |              |              |             |             |               |               |               |               |               |               |              |              |              |              |              |              |              |              | Kim Hyŏng-jik | Kim Hyŏng-jik | Kim Hyŏng-jik | Kim Hyŏng-jik | Kim Hyŏng-jik | Kim Hyŏng-jik |               |               | Kang Pan-sok  | Kang Pan-sok  | Kang Pan-sok  | Kang Pan-sok  | Kang Pan-sok | Kang Pan-sok |                 |                 |                 |                 |                 |                 |             |             |              |              |              |              |              |              |
|                |                |                |                |                |                |              |              |              |              |              |              |              |              |              |              |              |              |             |             |               |               |               |               |               |               |              |              |              |              |              |              |              |              | Kim Hyŏng-jik | Kim Hyŏng-jik | Kim Hyŏng-jik | Kim Hyŏng-jik | Kim Hyŏng-jik | Kim Hyŏng-jik |               |               | Kang Pan-sok  | Kang Pan-sok  | Kang Pan-sok  | Kang Pan-sok  | Kang Pan-sok | Kang Pan-sok |                 |                 |                 |                 |                 |                 |             |             |              |              |              |              |              |              |
|                |                |                |                |                |                |              |              |              |              |              |              |              |              |              |              |              |              |             |             |               |               |               |               |               |               |              |              |              |              |              |              |              |              |               |               |               |               |               |               |               |               |               |               |               |               |              |              |                 |                 |                 |                 |                 |                 |             |             |              |              |              |              |              |              |
|                |                |                |                |                |                |              |              |              |              |              |              |              |              |              |              |              |              |             |             |               |               |               |               |               |               |              |              |              |              |              |              |              |              |               |               |               |               |               |               |               |               |               |               |               |               |              |              |                 |                 |                 |                 |                 |                 |             |             |              |              |              |              |              |              |
|                |                |                |                |                |                |              |              |              |              |              |              |              |              |              |              |              |              |             |             |               |               |               |               |               |               |              |              |              |              | Kim Jong-suk | Kim Jong-suk | Kim Jong-suk | Kim Jong-suk | Kim Jong-suk  | Kim Jong-suk  |               |               | Kim Il-sung   | Kim Il-sung   | Kim Il-sung   | Kim Il-sung   | Kim Il-sung   | Kim Il-sung   |               |               | Kim Sŏng-ae  | Kim Sŏng-ae  | Kim Sŏng-ae     | Kim Sŏng-ae     | Kim Sŏng-ae     | Kim Sŏng-ae     |                 |                 | Kim Yong-ju | Kim Yong-ju | Kim Yong-ju  | Kim Yong-ju  | Kim Yong-ju  | Kim Yong-ju  |              |              |
|                |                |                |                |                |                |              |              |              |              |              |              |              |              |              |              |              |              |             |             |               |               |               |               |               |               |              |              |              |              | Kim Jong-suk | Kim Jong-suk | Kim Jong-suk | Kim Jong-suk | Kim Jong-suk  | Kim Jong-suk  |               |               | Kim Il-sung   | Kim Il-sung   | Kim Il-sung   | Kim Il-sung   | Kim Il-sung   | Kim Il-sung   |               |               | Kim Sŏng-ae  | Kim Sŏng-ae  | Kim Sŏng-ae     | Kim Sŏng-ae     | Kim Sŏng-ae     | Kim Sŏng-ae     |                 |                 | Kim Yong-ju | Kim Yong-ju | Kim Yong-ju  | Kim Yong-ju  | Kim Yong-ju  | Kim Yong-ju  |              |              |
|                |                |                |                |                |                |              |              |              |              |              |              |              |              |              |              |              |              |             |             |               |               |               |               |               |               |              |              |              |              |              |              |              |              |               |               |               |               |               |               |               |               |               |               |               |               |              |              |                 |                 |                 |                 |                 |                 |             |             |              |              |              |              |              |              |
|                |                |                |                |                |                |              |              |              |              |              |              |              |              |              |              |              |              |             |             |               |               |               |               |               |               |              |              |              |              |              |              |              |              |               |               |               |               |               |               |               |               |               |               |               |               |              |              |                 |                 |                 |                 |                 |                 |             |             |              |              |              |              |              |              |
|                |                |                |                |                |                |              |              |              |              |              |              |              |              |              |              |              |              |             |             |               |               |               |               |               |               |              |              |              |              |              |              |              |              |               |               |               |               |               |               |               |               |               |               |               |               |              |              |                 |                 |                 |                 |                 |                 |             |             |              |              |              |              |              |              |
|                |                |                |                |                |                |              |              |              |              |              |              |              |              |              |              |              |              |             |             |               |               |               |               |               |               |              |              |              |              |              |              |              |              |               |               |               |               |               |               |               |               |               |               |               |               |              |              |                 |                 |                 |                 |                 |                 |             |             |              |              |              |              |              |              |
| Kim Young-sook | Kim Young-sook | Kim Young-sook | Kim Young-sook | Kim Young-sook | Kim Young-sook |              |              | Song Hye-rim | Song Hye-rim | Song Hye-rim | Song Hye-rim | Song Hye-rim | Song Hye-rim |              |              | Kim Jong-il  | Kim Jong-il  | Kim Jong-il | Kim Jong-il | Kim Jong-il   | Kim Jong-il   |               |               | Ko Young-hee  | Ko Young-hee  | Ko Young-hee | Ko Young-hee | Ko Young-hee | Ko Young-hee |              |              | Kim Ok       | Kim Ok       | Kim Ok        | Kim Ok        | Kim Ok        | Kim Ok        |               |               | Kim Kyong-hui | Kim Kyong-hui | Kim Kyong-hui | Kim Kyong-hui | Kim Kyong-hui | Kim Kyong-hui |              |              | Jang Song-thaek | Jang Song-thaek | Jang Song-thaek | Jang Song-thaek | Jang Song-thaek | Jang Song-thaek |             |             | Kim Pyong-il | Kim Pyong-il | Kim Pyong-il | Kim Pyong-il | Kim Pyong-il | Kim Pyong-il |
| Kim Young-sook | Kim Young-sook | Kim Young-sook | Kim Young-sook | Kim Young-sook | Kim Young-sook |              |              | Song Hye-rim | Song Hye-rim | Song Hye-rim | Song Hye-rim | Song Hye-rim | Song Hye-rim |              |              | Kim Jong-il  | Kim Jong-il  | Kim Jong-il | Kim Jong-il | Kim Jong-il   | Kim Jong-il   |               |               | Ko Young-hee  | Ko Young-hee  | Ko Young-hee | Ko Young-hee | Ko Young-hee | Ko Young-hee |              |              | Kim Ok       | Kim Ok       | Kim Ok        | Kim Ok        | Kim Ok        | Kim Ok        |               |               | Kim Kyong-hui | Kim Kyong-hui | Kim Kyong-hui | Kim Kyong-hui | Kim Kyong-hui | Kim Kyong-hui |              |              | Jang Song-thaek | Jang Song-thaek | Jang Song-thaek | Jang Song-thaek | Jang Song-thaek | Jang Song-thaek |             |             | Kim Pyong-il | Kim Pyong-il | Kim Pyong-il | Kim Pyong-il | Kim Pyong-il | Kim Pyong-il |
|                |                |                |                |                |                |              |              |              |              |              |              |              |              |              |              |              |              |             |             |               |               |               |               |               |               |              |              |              |              |              |              |              |              |               |               |               |               |               |               |               |               |               |               |               |               |              |              |                 |                 |                 |                 |                 |                 |             |             |              |              |              |              |              |              |
|                |                |                |                |                |                |              |              |              |              |              |              |              |              |              |              |              |              |             |             |               |               |               |               |               |               |              |              |              |              |              |              |              |              |               |               |               |               |               |               |               |               |               |               |               |               |              |              |                 |                 |                 |                 |                 |                 |             |             |              |              |              |              |              |              |
|                |                |                |                | Kim Sul-song   | Kim Sul-song   | Kim Sul-song | Kim Sul-song | Kim Sul-song | Kim Sul-song |              |              | Kim Jong-nam | Kim Jong-nam | Kim Jong-nam | Kim Jong-nam | Kim Jong-nam | Kim Jong-nam |             |             | Kim Jong-chul | Kim Jong-chul | Kim Jong-chul | Kim Jong-chul | Kim Jong-chul | Kim Jong-chul |              |              | Kim Jong-un  | Kim Jong-un  | Kim Jong-un  | Kim Jong-un  | Kim Jong-un  | Kim Jong-un  |               |               | Kim Yo-jong   | Kim Yo-jong   | Kim Yo-jong   | Kim Yo-jong   | Kim Yo-jong   | Kim Yo-jong   |               |               |               |               |              |              |                 |                 |                 |                 |                 |                 |             |             |              |              |              |              |              |              |
|                |                |                |                | Kim Sul-song   | Kim Sul-song   | Kim Sul-song | Kim Sul-song | Kim Sul-song | Kim Sul-song |              |              | Kim Jong-nam | Kim Jong-nam | Kim Jong-nam | Kim Jong-nam | Kim Jong-nam | Kim Jong-nam |             |             | Kim Jong-chul | Kim Jong-chul | Kim Jong-chul | Kim Jong-chul | Kim Jong-chul | Kim Jong-chul |              |              | Kim Jong-un  | Kim Jong-un  | Kim Jong-un  | Kim Jong-un  | Kim Jong-un  | Kim Jong-un  |               |               | Kim Yo-jong   | Kim Yo-jong   | Kim Yo-jong   | Kim Yo-jong   | Kim Yo-jong   | Kim Yo-jong   |               |               |               |               |              |              |                 |                 |                 |                 |                 |                 |             |             |              |              |              |              |              |              |
|                |                |                |                |                |                |              |              |              |              |              |              | Kim Han-sol  |              |              |              |              |              |             |             |               |               |               |               |               |               |              |              |              |              |              |              |              |              |               |               |               |               |               |               |               |               |               |               |               |               |              |              |                 |                 |                 |                 |                 |                 |             |             |              |              |              |              |              |              |

## Libros
Las obras completas de Kim Il-sung suman un total de 50 tomos traducidos al español.
- Tesis sobre la educación socialista (1977)
- Kim Il-sung (1979). Pensamiento revolucionario. Gijón: Júcar.
- Kim Il-sung (1994). En el Transcurso del Siglo. Pyongyang: Ediciones en lenguas extranjeras.
- Obras, Tomo 1 (1980). Ediciones en lenguas extranjeras, Pionyang.
- Obras, Tomo 2 (1980). Ediciones en lenguas extranjeras, Pionyang.
- Obras, Tomo 3 (1980). Ediciones en lenguas extranjeras, Pionyang.
- Obras, Tomo 4 (1981). Ediciones en lenguas extranjeras, Pionyang.
- Obras, Tomo 5 (1992). Ediciones en lenguas extranjeras, Pionyang.
- Obras, Tomo 6 (1981). Ediciones en lenguas extranjeras, Pionyang.
- Obras, Tomo 7 (1981). Ediciones en lenguas extranjeras, Pionyang.
- Obras, Tomo 8 (1981). Ediciones en lenguas extranjeras, Pionyang.
- Obras, Tomo 9 (1982). Ediciones en lenguas extranjeras, Pionyang.
- Obras, Tomo 10 (1982). Ediciones en lenguas extranjeras, Pionyang.

## Premios
Kim Il-sung recibió las siguientes distinciones:
- Orden de la Bandera Roja (URSS, 1945).[23]
- Orden de Sukhbaatar (Mongolia), 1953).[24]
- Orden Estrella de la República Socialista de Rumania en primera clase (Rumania, 1971).[25]
- Orden del León Blanco en primera clase (Checoslovaquia, 1973).[26]
- Orden de Georgi Dimitrov (Bulgaria, 1973).[27]
- Gran Cruz de la Orden de Mono (máxima condecoración de Togo, 1974).[27]
- Orden Nacional al Mérito (máxima condecoración de Mauritania, 1975).[27]
- Orden del Gran Conquistador (Libia, 1983).[28]
- Gran Cruz de la Orden Nacional (Madagascar, 1985).[24]
- Compañero de Honor de la República (Malta, 1985).[29]
- Orden José Martí (Cuba, 1986).[24]
- Orden Augusto César Sandino grado Batalla de San Jacinto (máxima condecoración de Nicaragua, 1986, por luchar en favor de la independencia de su patria, contribuir a la paz mundial y mantener vínculos incondicionales).[30]
- Orden Playa Girón (Cuba, 1987).[24]
- Orden de Lenin (URSS, 1987).[24]
- Orden de la Victoria del Socialismo (Rumania, 1987).[31]
- Orden al Mérito (Polonia, 1987).[32]
- Orden de la Estrella de Oro (máxima condecoración de Vietnam, 1988).[33]
- Estrella de Palestina (Palestina, 1993).[34]
- Héroe de la República Popular Democrática de Corea (en tres ocasiones; máxima condecoración de la RPDC).[35]
- Héroe del Trabajo de la República Popular Democrática de Corea.[35]
- Orden de la Bandera Nacional en primera clase (RPDC; cuatro ocasiones, acompañando los dos honores anteriores).
- Estrella de la República de Indonesia en primera clase (máxima condecoración de Indonesia).[36]
- Medalla de Oro de la Nación (máxima condecoración de Laos).[36]
- Medalla Conmemorativa por el Centenario del Natalicio de Lenin (URSS).[36]
- Gran Cruz de la Real Orden de Camboya (máxima condecoración de Camboya).[36]
- Orden de Karl Marx (Alemania).[37]
- Orden de Klement Gottwald por la Construcción de la Patria Socialista (Checoslovaquia).[38]
- Doctor honoris causa de la Universidad de Argel (1975).[27]
- Doctor honoris causa de la Universidad Quaid-i-Azam, el primero en recibir ese honor.[37]
- Orden por la Contribución a la Victoria (Cámara Heráldica de Rusia, 2006, póstuma, por la «enorme contribución de los héroes nacionales coreanos en la lucha contra los invasores japoneses»).[39]